# ری گریدون
ری گریدون (انگلیسی: Ray Graydon؛ زادهٔ ۲۱ ژوئیهٔ ۱۹۴۷) بازیکن فوتبال اهل بریتانیا است.
از باشگاه‌هایی که در آن بازی کرده‌است می‌توان به باشگاه فوتبال بریستول راورز، باشگاه فوتبال کاونتری سیتی، باشگاه فوتبال آکسفورد یونایتد، و باشگاه فوتبال استون ویلا اشاره کرد.
وی همچنین در تیم ملی فوتبال جوانان انگلستان بازی کرده‌است.